# عنف شعبي
العنف الشعبي (بالإنجليزية: Communal violence): هو أحد أشكال العنف؛ يتم ارتكابه عبر الخطوط الإثنية، حيث تشعر الأطراف العنيفة بالتضامن مع مجموعاتها ويتم اختيار الضحايا على أساس عضوية المجموعة.يوجد العنف الشعبي في أفريقيا، والأمريكتين،وآسيا، وأوروبا وأوقيانوسيا.